# Mark Aguirre
Mark Anthony Aguirre (* 10. Dezember 1959 in Chicago, Illinois) ist ein ehemaliger US-amerikanischer Basketballspieler. Zwischen 1981 und 1994 spielte er in der NBA unter anderem für die Dallas Mavericks, Detroit Pistons und Los Angeles Clippers. 
Nach einer erfolgreichen College-Karriere wurde Aguirre im NBA-Draft 1981 als erster Pick von den Mavericks ausgewählt. Bei den Mavericks war Aguirre neben Rolando Blackman der beste Spieler im Team. Insgesamt wurde er dreimal ins NBA All-Star-Game berufen (1984, 1987 und 1988). 
1989 wechselte er im Austausch für Adrian Dantley zu den Detroit Pistons. Als Teil der legendären „Bad Boys“ gewann Aguirre mit Stars wie Isiah Thomas, Joe Dumars und Dennis Rodman die NBA-Meisterschaften 1989 und 1990.
Ein Jahr nachdem er 1993 zu den Los Angeles Clippers gewechselt war, beendete Aguirre seine NBA-Karriere.